# Illes Negres
Les illes Negres són dos illots situats a ponent de l'illa des Penjats.

## Les illes
- L'illa Negra Grossa o de Tramuntana és la major de les dues illes. Té una llargària de fins a 242m i una vegetació escassa. La seua fauna també és escassa però existent. D'aquest illot és pròpia una subespècie de sargantana de les Pitiüses amb el ventre d'un color taronja encès.[2]

- L'illa Negra Petita o de Llebeig és la menor de les dues illes. Té una llargària de fins a escassos 200m i és més estreta de tal manera que és més castigada pel vent i la mar i això afecta a la vegetació que és pràcticament inexistent. Aquest illot no té sargantanes, a diferència d'altres illots com la seua illa germana o la gran i veïna illa des Penjats.[3]